# Jane Armitage
Jane Margaret Armitage  es profesora de ensayos clínicos y epidemiología en la Unidad de Servicio de Ensayos Clínicos en la Universidad de Oxford. Trabaja en la epidemiología de las enfermedades cardiovasculares y ha dirigido pruebas controladas aleatorizadas a gran escala.

## Juventud y educación
Armitage se graduó en medicina en 1979. 
Trabajó en neumología, geriatría y diabetes.

## Investigación y carrera
En 1990, Armitage se unió a la Unidad de Servicios de Ensayos Clínicos. ha sido Directora de Capacitación y Desarrollo Profesional, además de dirigir la Unidad de Investigación de Salud de la Población en el  Consejo de Investigación Médica. Es másr conocida por su trabajo sobre la seguridad de las estatinas..
Dirigió el Consejo de Investigación Médica de Reino Unido y el Estudio de Protección del Corazón de la  British Heart Foundation de 1999, que incluyeron 20 000 participantes. Es el estudio más grande que investiga el uso de estatinas para prevenir enfermedades cardiovasculares. También dirigió el estudio sobre la eficacia de reducciones adicionales en el colesterol y la homocisteína (SEARCH) y el 2 (HPS2) Tratamiento de HDL para reducirl a incidencia de eventos vasculares (THRIVE) en el Estudio de Protección del Corazón. Demostró que las estatinas también son seguras para los pacientes con artritis reumatoide.
Armitage fue el investigador jefe del ensayo de aspirina ASCEND, que estudió la enfermedad cardiovascular en 15 480 pacientes con diabetes. ASCEND fue el estudio más grande jamás realizado para investigar si la aspirina debería usarse para prevenir enfermedades cardiovasculares en pacientes diabéticos. El ensayo encontró que, si bien la aspirina reduce el riesgo de eventos cardiovasculares en un 12%, aumenta el riesgo de hemorragia mayor. Además del estudio ASCEND, Armitage contó con el apoyo de Alzheimer's Research Trust para estudiar el impacto de la aspirina y el aceite de pescado en la memoria y la cognición en pacientes con diabetes y la enfermedad de Alzheimer.
Es editora de la revista Atherosclerosis.

### Premios y honores
En 2019 se le otorgó el título de Oficial de la Orden del Imperio Británico por sus servicios a la investigación médica.